# KYO
Kyo — французская поп-рок-группа, сформированная в 1994 году.

## История

### Ранние годы
Чтобы воздать должное миру видеоигр, они решили окрестить группу KYO в честь Кио Кусанаги, главного героя серии игр The King of Fighters.
Сначала группа выступала на школьных концертах, благотворительных праздниках и, без особого успеха, в концертных залах окрестностей Парижа. А в 1997 году они встретили своего будущего менеджера - Ива Мишеля Акле, которому они обязаны подписанием контрактов с Sony-BMG и Jive Records.
Первый одноименный альбом группы вышел в 2000 году. Альбом состоял из поп-песен и не имел большого успеха (было продано 40 тыс. экземпляров).

### Успех
7 января 2003 года группа выпустила второй альбом - Le chemin. Альбом, который принес KYO славу благодаря дуэту с голландской певицей Ситой, разошелся тиражом больше миллиона экземпляров. В феврале 2004 года, после того, как группа вернулась из тура, вышел DVD Kyosphère.
В конце декабря 2004 года был выпущен альбом 300 Lésions. Было продано около полумиллиона копий этого альбома.

### После 300 Lésions
В конце 2005 года, вернувшись из тура, участники группы объявили о том, что они уходят в творческий отпуск, чтобы сконцентрироваться на своих сольных проектах. Выход следующего альбома KYO был намечен на 2008 год.
В 2009 году Бенуа и Флориан подтвердили, что, после того, как в апреле 2011 года выйдет Unicorn - второй альбом их группы Empyr, KYO соберутся для записи нового альбома.
В 2013 году группа начала запись EP под руководством американского продюсера Марка Плати.
Новый альбом группы, L'équilibre, выйдет 24 марта 2014 года.

### Участники
- Бенуа Поэ (Benoît Poher) — Вокалист
- Флориан Дюбо (Florian Dubos) — Гитара / Бэк-вокал
- Николя Шассань (Nicolas Chassagne) — Гитара
- Фабьен Дюбо (Fabien Dubos) — Барабаны - покинул группу в августе 2019 года

## Альбомы
- KYO (2000)
- Le Chemin (2003)
- 300 Lesions (2004)

## Сборники
- Best of KYO (2007)